# Куликово (Ковровское сельское поселение)
Куликово — посёлок в Зеленоградском районе Калининградской области. Входит в состав Ковровского сельского поселения.

## Население
| 2002 | 2010 |
| ---- | ---- |
| 243  | ↗267 |

## История
Населенный пункт Штробьенен в 1946 году был переименован в поселок Куликово.

## Транспорт
Действует железнодорожная станция, по которой ходят электропоезда в Светлогорск, Зеленоградск и Калининград..